# هاليكارناسوس
هَليكَرناسوس مدينة إغريقية أثرية قديمة تَقع إلى الجنوب الغربي من إقليم كاريا، يَقع مكانها الآن مدينة بودروم. يُعد المؤرخ هيرودوت أشهر من أنجبته المدينة.

## التاريخ
في عام 337 ق.م. اتخذ الملك اليوناني القديم موسولوس من مدينة هليكرناسوس عاصمة لمملكته كاريا التي تقع غرب الأناضول (تركيا حالياً)، وتمتع هذا الملك بشهرة واسعة في عصره حيث كان يميل لحياة البذخ والترف، مما دفعه لأن يشيد لنفسه ضريحاً فخماً وهو على قيد الحياة، والذي سُرعان ما اعتبر من عجائب الدنيا السبع القديمة لضخامته ونقوشه الباهظة التكاليف وزخارفها التي تتسم بالبذخ والعظمة.
أُطلق على هذا البناء في ذلك الوقت (الموسوليوم)، وفي العصر الروماني أصبحت كلمة «موزوول» (موسول) لفظاً عاماً يعني مقبرة ضخمة، حتى أنها أصبحت تُترجم بالعربية في العصر الحالي «ضريح»، حيث يطلق على أي مقبرة ذات تصميمات معمارية ضخمة.
يذهب بعض الباحثين إلى الاعتقاد بأن زوجة الملك موسولوس التي كانت تدعى «آرتميس الثانية» هي التي شيدت لزوجها الضريح بعد وفاته، حيثُ كان عبارة عن بناء مستطيل الشكل، ارتفاعه الكلي يبلغ حوالي 45 متراً، يتكون من ثلاثة أجزاء، المستوى السفلي منه عبارة عن قاعة ضخمة من الرخام الأبيض، يليه المستوى الثاني الذي يوجد به 36 عموداً، موزعة على جميع أجزاء البناء، تحمل تلك الأعمدة سقفاً على شكل هرم مدرج، تعلوه عربة فاخرة ذات أربعة جياد.
ما يميز الضريح هو النقوش البارزة والزخارف المنحوتة والتماثيل المتفاوتة الإحجام على الأعمدة وعلى جميع أركان الضريح، التي كانت تحكي قصصاً مصورة لبعض المعارك الأسطورية، كما يوجد بقاعدته دهليز يؤدي إلى غرفة بها الكثير من الكنوز والتحف الذهبية، كذلك كانت رفاه وعظام موسولوس التي تم حرقها طبقاً للطقوس اليونانية، ملفوفة في قماش مطرز بالذهب، موضوعة داخل تابوت من الرخام الأبيض الفاخر.
عبر الإسكندر الأكبر مضيق الدردنيل سنة 334 ق.م ثم ضرب الحصار على مدينة هليكرناسوس لتكون بذلك أوّل مدينة يحاصرها، وقد كان الحصار ناجحًا لدرجة أن قائد المرتزقة في المدينة، المدعو «ممنون الرودسي» وحاكم الإقليم الفارسي «أُراندباد» المقيم بالمدينة، اضطرا إلى الانسحاب منها عن طريق البحر. سلّم الإسكندر حكم كاريا إلى «أدا الكاريّة»، وهي حاكمة سابقة للإقليم، أعلنت ولائها لمقدونيا وتبنّت الإسكندر تبنيًا رسميًا حتى يؤول إليه حكم الإقليم شرعًا بعد وفاتها.
يوجد الآن مسجد في نفس المنطقة التي كان يوجد بها التي كان فيها الضريح.